# Hoplistocerus
Hoplistocerus is een kevergeslacht uit de familie van de boktorren (Cerambycidae). De wetenschappelijke naam van het geslacht werd voor het eerst geldig gepubliceerd in 1847 door Blanchard.

## Soorten
Hoplistocerus omvat de volgende soorten:
- Hoplistocerus bonsae Lane, 1966
- Hoplistocerus callioides Gounelle, 1906
- Hoplistocerus dichrous Gounelle, 1906
- Hoplistocerus dives Bates, 1875
- Hoplistocerus gemmatus Bates, 1874
- Hoplistocerus iheringi Gounelle, 1906
- Hoplistocerus lanei Zajciw, 1960
- Hoplistocerus prominulosus Lane, 1950
- Hoplistocerus purpureoviridis Lane, 1938
- Hoplistocerus refulgens Blanchard, 1847